# ジェンダー研究
ジェンダー研究（英: gender studies）は、ジェンダーとセクシュアリティに関する諸問題の研究である。

## 概要
ウーマンリブ運動を起源に、当初は女性の地位の向上を目的に女性学として発達を遂げてきた。やがて男性学やLGBT・クィア理論などと合流し、90年代以降、さらに深化・発展させるものとして、ジェンダーを対象にする学際的学問分野として盛んになった。
ジェンダー研究の中心は依然としてフェミニスト理論であるが、ブラック・フェミニズム、エスニシゼーション、レイシャライゼーション、障害、セクシュアリティなど多様なトピックを交差的に含んでいる。
ジェンダー研究やその視点は誰にでも歓迎されているわけではない。ジェンダーをめぐる一連の諸々に反対する国際的な運動も一部でみられ、これは反ジェンダー運動とも呼ばれ、主に右翼、右翼ポピュリスト、保守、キリスト教原理主義者などがその活動の中心にいる。

### 概念
- 同性愛
- クィア理論
- クラインフェルター症候群
- トランスジェンダー
- バックラッシュ (社会学)
- フェミニズム

### 人物
- ジュディス・バトラー - 著名なジェンダー研究者

### 団体
- 国際ジェンダー学会
- ジェンダー史学会